# Parc national d'Ankarafantsika
Le parc national d'Ankarafantsika est un parc national situé dans le nord-ouest de Madagascar, dans la région de Boeny. Il se compose d'une mosaïque de forêts denses sèches et de savanes.
Ankarafantsika est connu pour ses lacs, derniers refuges d’espèces phares telles que le pygargue de Madagascar, le Propithèque de Coquerel et les microcèbes. L'ethnie dominante est le peuple Sakalava. 

## Géographie
Le parc national, qui s'étend sur 135 000 hectares, se trouve au cœur de la région du Boeny, dans les districts de Marovoay et d'Ambato-Boeni. Il forme un pavé, sa grande longueur, d'environ 34 km, est orientée globalement selon un axe est-ouest, la petite longueur mesure approximativement 20 km, et se resserre légèrement vers l'ouest. Le Mahajamba longe la frontière orientale du parc et le Betsiboka coule à l'ouest. Il est traversé par la route nationale no 4 Antananarivo - Mahajanga, à 450 km d'Antananarivo et à 114 km de Mahajanga.
Le parc national d'Ankarafantsika est situé à une altitude moyenne de 250 m avec un maximum à 350 m.
Le climat de la région est caractérisé par l'alternance entre une saison sèche, de mai à novembre et une saison humide de décembre à avril. La température moyenne est de 26 °C, avec une pluviométrie moyenne de 1 360 mm/an. Les incendies ont majoritairement lieu en septembre-octobre.

## Historique
En 1927, une réserve naturelle intégrale est créée sur une partie du site actuel. Elle est complétée par la réserve et la station forestière d'Ampijoroa. Ces différentes structures sont fusionnées en 2002 pour créer le parc national d'Ankarafantsika.
Le parc est inscrit en septembre 2023 sur la liste du patrimoine mondial de l'UNESCO, au titre des forêts sèches de l'Andrefana.

## Biodiversité

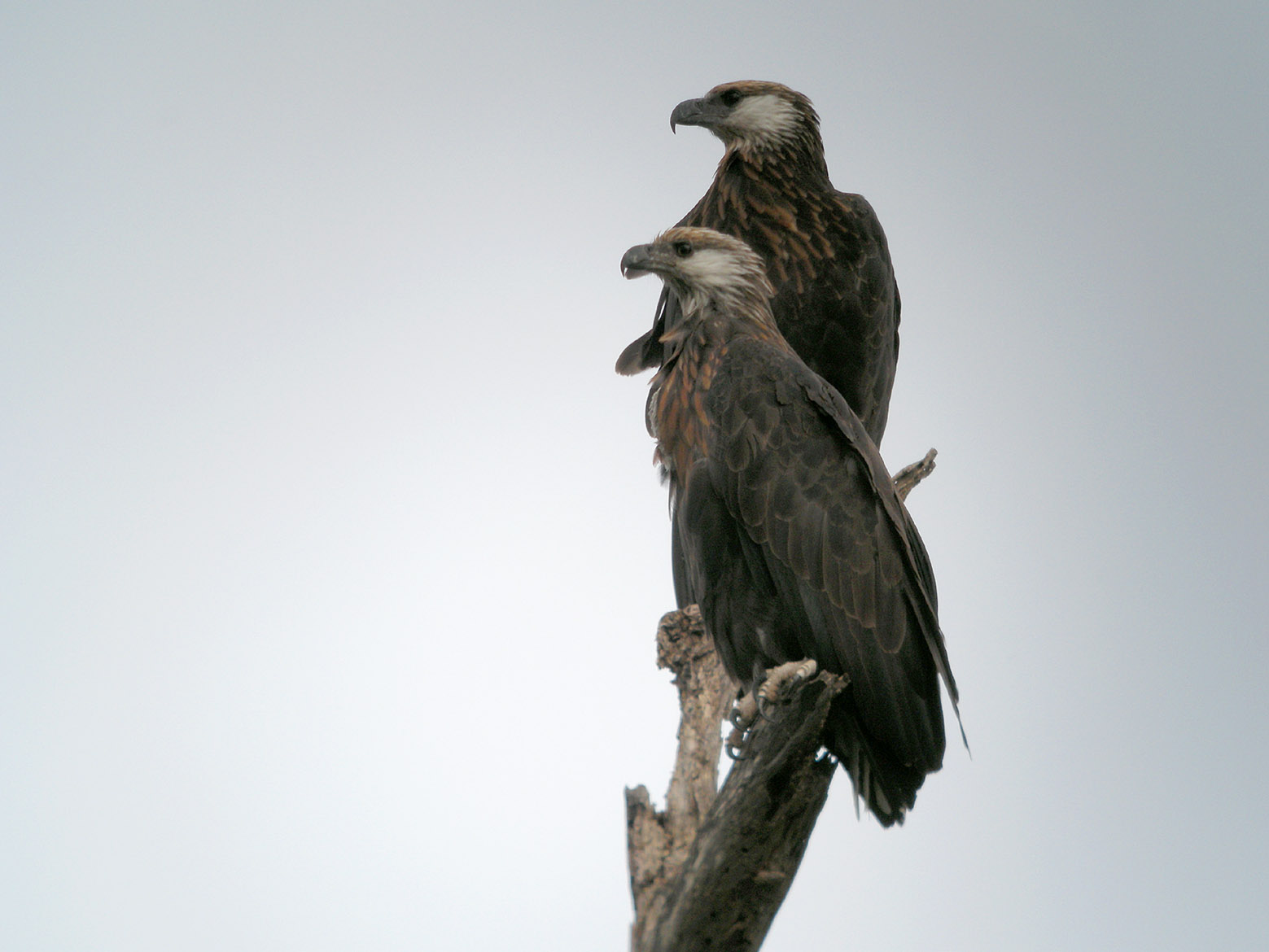
Pygargue de Madagascar (Haliaeetus vociferoides) sur le lac Ravelobe.

### Faune
Le parc est notamment remarquable pour ses lémuriens et ses oiseaux endémiques. 
Parmi les lémuriens, huit espèces ont été observées à Ankarafantsika dont les fameux Microcebus, les plus petits primates au monde. Le Propithèque de Coquerel « Sifaka » pourrait compter une population d'environ 47 000 individus, dans le parc national d'Ankarafantsika qui constitue le dernier bastion de cette espèce porte-drapeau (la plus grande superficie abritant la plus grande population).
Ankarafantsika est le seul parc national où sont présents les Microcebus ravelobensis et les Avahi occidentalis, deux espèces de lémuriens nocturnes.
Pour continuer dans la classe des mammifères, 36 espèces ont été recensées, en juillet 2014 dans le plan de gestion, réparties dans dix familles, dont dix espèces pour les chauves-souris. On notera en particulier la présence de la Fossa (Cryptoprocta ferox). C'est une étude par pièges-photographiques, réalisée début 2014, qui a permis d'établir la présence du Falanouc de l'ouest (Eupleres major (en)) à Ankarafantsika.
Le radiotracking des fossa dans le parc national d'Ankarafantsika montre que cette espèce n'est pas cantonnée aux habitats forestiers, mais évite les villages et les zones d'activités humaines. Ainsi sur ce site en particulier, les animaux domestiques ne sont pas une proie pour le plus grand des carnivores de Madagascar. Les territoires des individus étudiés ici sont plus grands que sur les autres sites, probablement en adaptation à la présence humaine
Réputé pour être l'un des sites ornithologiques majeurs du pays, 131 espèces d’oiseaux nichent dans la forêt, 75 d’entre elles sont endémiques, notamment le Pygargue de Madagascar, unique espèce de rapace diurne classée à l’état critique (CR) en Afrique par l’IUCN en 2008. 
Concernant l'herpétofaune, 14 amphibiens et 70 reptiles sont recensés dans le parc. Au nombre des quelques espèces rares ou menacées, se trouvent le caméléon cornu Furcifer rhinoceratus et la tortue terrestre Erymnochelys madagascariensis, « Néné » en langue locale.

### Flore
La flore du parc d'Ankarafantsika compte 823 espèces répertoriées, avec un fort taux d'endémisme, atteignant 82 % pour les plantes de la strate herbacée et 92 % pour les plantes ligneuses.

### Paysage de forêt sèche et savanes et dynamique de déforestation

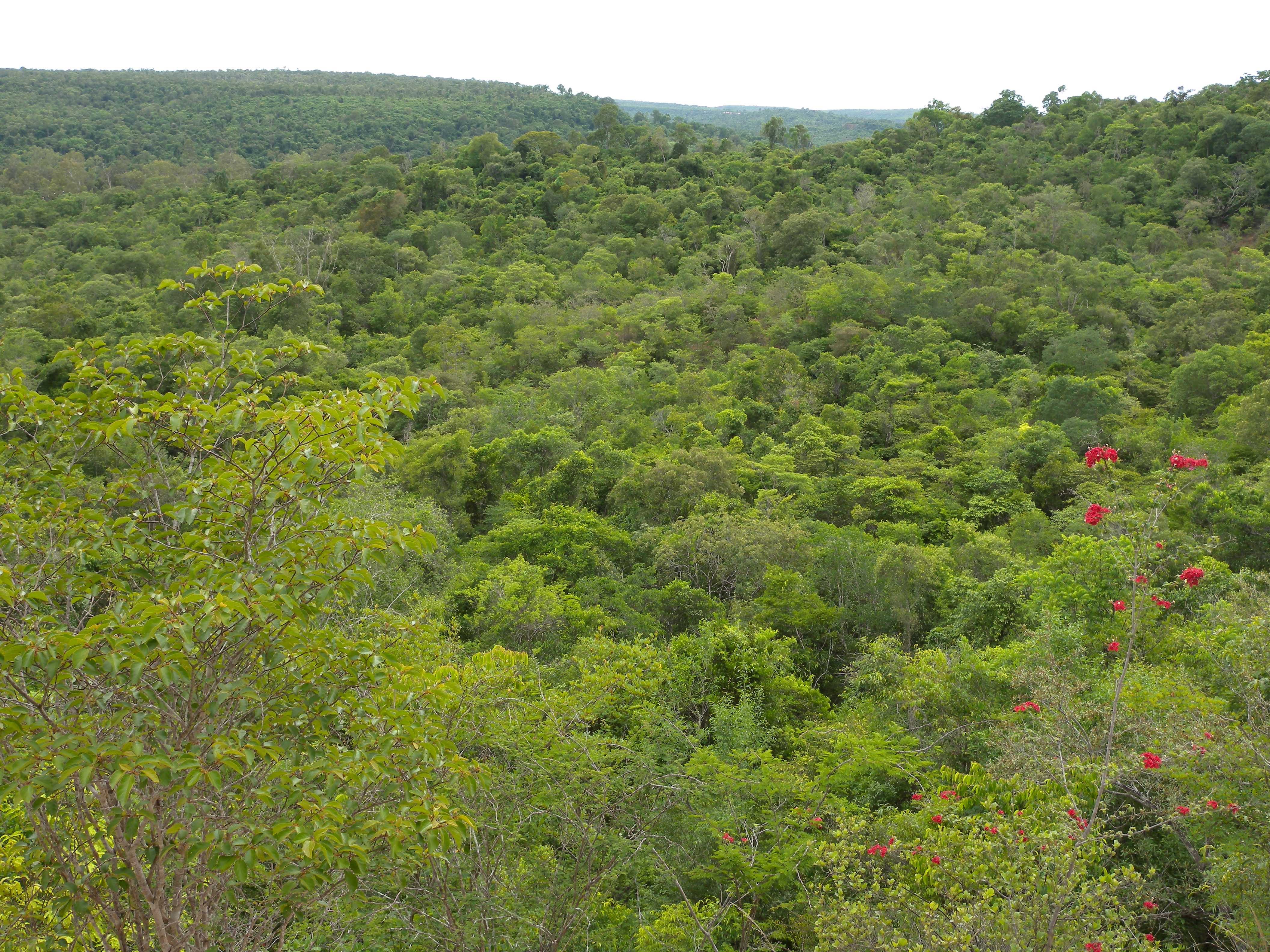
Forêt sèche, Ankarafantsika

L'analyse du paysage, menée en 2014 grâce à l'imagerie satellite et des relevés de terrain, permet de distinguer quatre types d'habitats à Ankarafantsika. Les forêts sèches, denses ou dégradées, les savanes arborées et les savanes herbeuses.
Les forêts denses sèches sont présentes sur près de la moitié de la superficie du parc. Les troncs sont tordus et grêles et le sous-bois dense. À proximité des cours d'eau la végétation tend vers la forêt dense humide sempervirente. Ces formations végétales sont par endroit dégradées en particulier à l'extrémité nord-ouest et en limite de forêt, sur environ 20 % de surface. On trouve dans les forêts sèches des arbres comme les ébènes du genre Diospyros, les palissandres et les baobabs.  
Au centre de la forêt dense se trouve une vaste zone de savane, dont la présence est probablement due à la nature du sol. De même au sud-est la savane herbeuse est présente sur une grande étendue. Elle peut également être présente ponctuellement dans la forêt, créant des ruptures nettes. La savane arborée occupe 13 % des surfaces et la savane herbeuse 12 %. 
Si l'écosystème originel est bien préservé dans l'aire protégée, ce n'est pas le cas dans sa périphérie. Dans la zone tampon de 10 km autour du parc la couverture de forêt est passée de 114 000 ha soit 48 % de la surface de la zone tampon, en 1973, à 24 000 ha en 2014 (23 %). Cette régression est due à l'agriculture sur brûlis pratiquée par les riverains et au prélèvement de bois pour la fabrication de charbon.

### Lac Ravelobe et autres milieux aquatiques

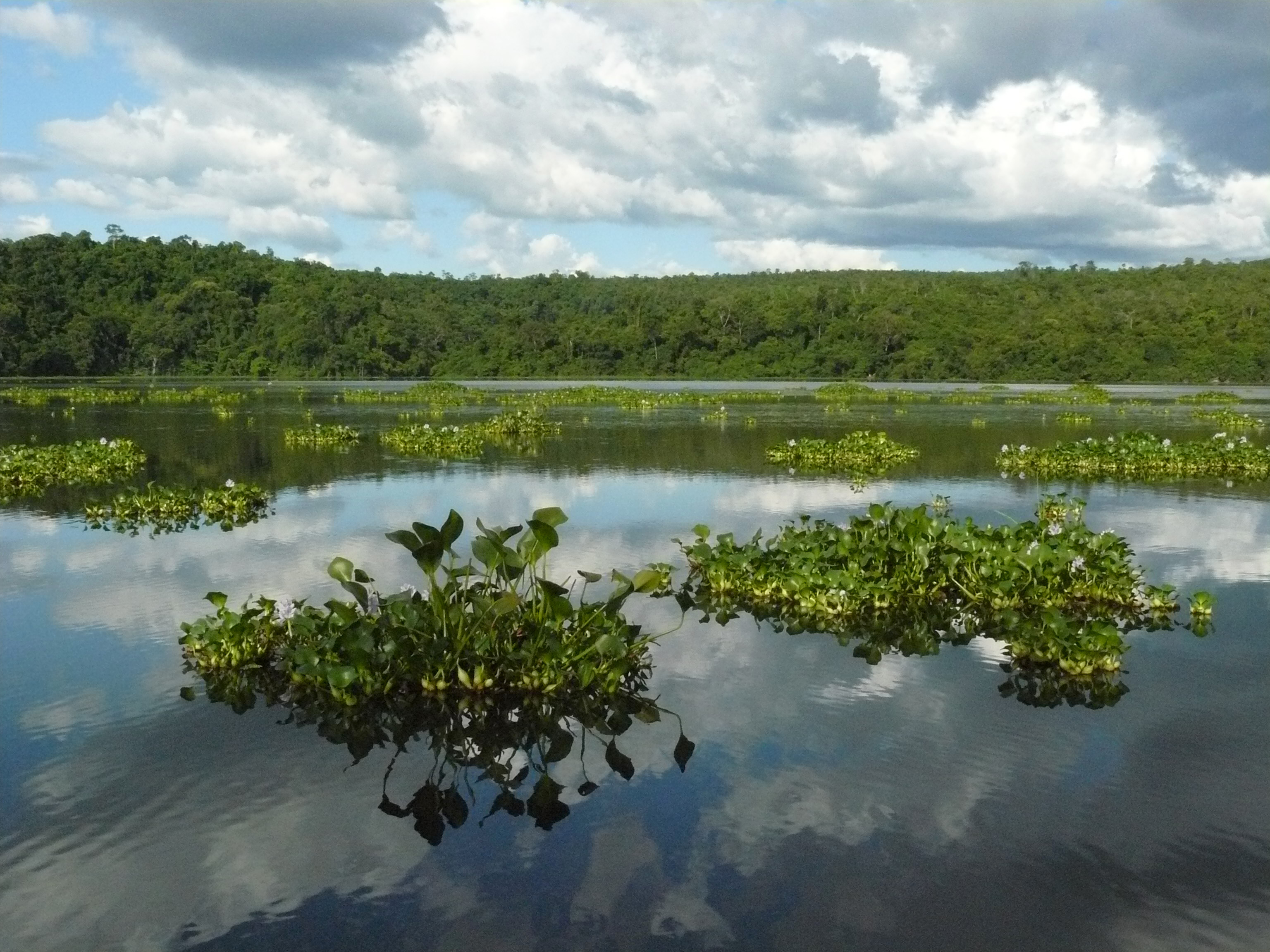
Lac Ravelobe, Ankarafantsika. On aperçoit des radeaux de jacinthe d'eau.

Le lac Ravelobe est situé à proximité immédiate de la route nationale no 4, il mesure environ 33 ha. Cette pièce d'eau est l'habitat privilégié de nombreuses espèces de poissons dont Paretroplus maculatus, les crocodiles, également, sont présents en fortes densité ainsi que les oiseaux d'eau et la tortue Erymnochelys madagascariensis. Par ailleurs ce réservoir est essentiel à la riziculture dans la région de Marovoay.
Le lac Ravelobe est envahi par la jacinthe d'eau Eichhornia crassipes. La végétation du lac est entièrement dominée par cette espèce exotique envahissante. Le tapis qu'elle forme à la surface de l'eau gêne considérablement la pêche pour les humains et les oiseaux confondus.
De plus l'érosion sur les coteaux des bords du lac posent problème, en augmentant la sédimentation et en dégradant la qualité de l'eau (trop grande quantité de MES notamment).
Outre le lac Ravelobe, le parc national compte 5 autres lacs permanents, des cours d'eau et des marécages à Raphia (527 ha). Ce qui a valu un classement par la convention de Ramsar à deux zones humides au sein du parc, pour un total de 33 200 ha. Les sites en question comptent 15 espèces de poissons, dont cinq endémiques, ainsi que 22 d'oiseaux d'eaux.

### Impact de l'autoroute RN 4
La route nationale no 4 est une 2×2 voies, goudronnée qui coupe le parc national sur une longueur de 20 km, selon une orientation approximativement nord-sud. 
Les déplacements des microcèbes brun-doré, microcebus ravelobensis, sont significativement réduits dans les habitats proches de la route par rapport à la profondeur de la forêt, ce à la fois pour les mâles et les femelles. En outre plus de mâles ont été capturés dans les habitats proches de la route, à l'inverse des résultats dans les autres sites.
En juin 2018, un mâle fossa a été victime d'une collision avec un véhicule sur cette route.

## Géologie

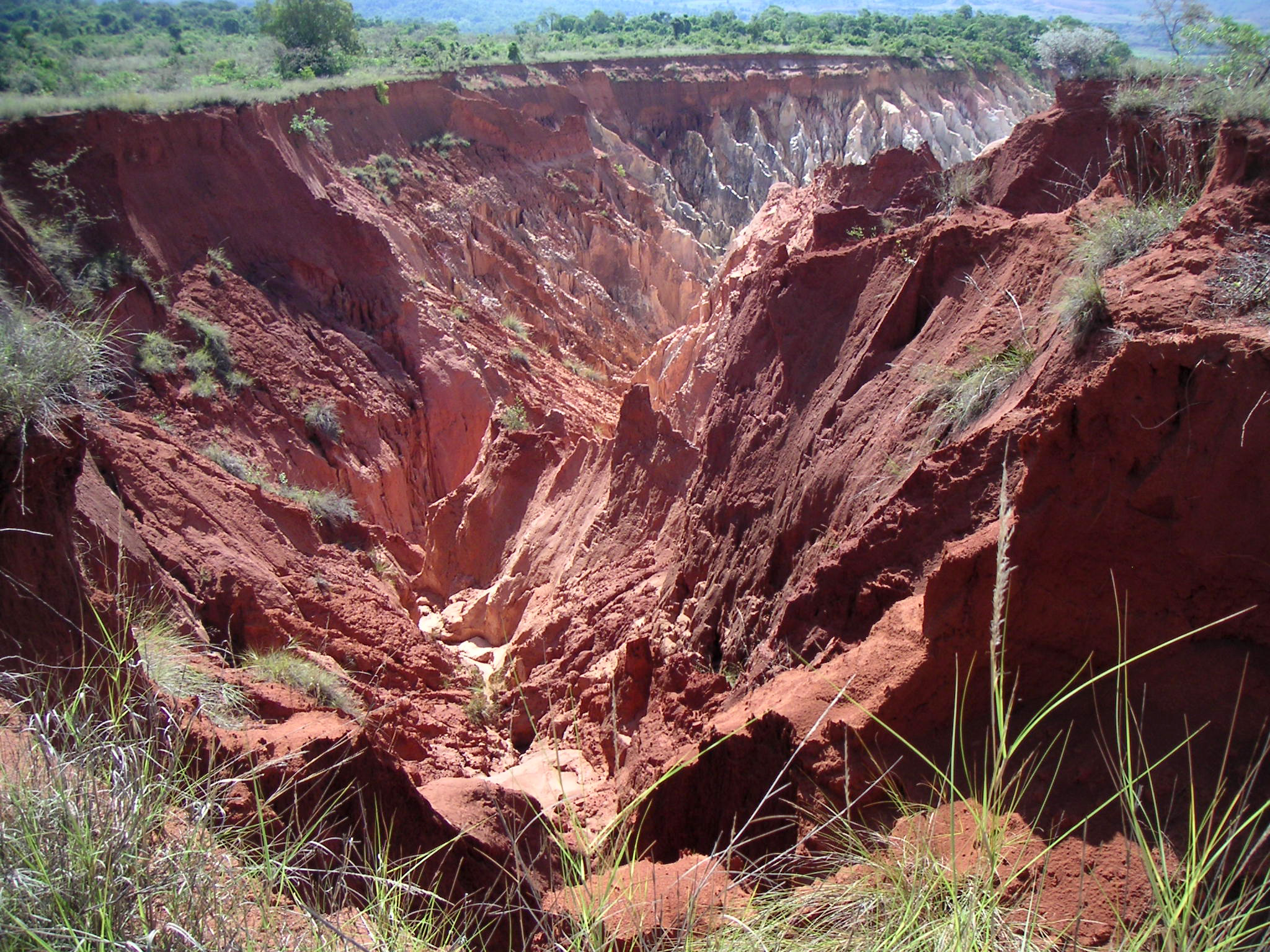
Lavaka dans le parc national d'Ankarafantsika

Le parc national d'Ankarafantsika est posé sur des formations sédimentaires datant du Cénomanien. Des calcaires, grès, marnes et sables se sont déposés en couches monoclinales successives avec de faibles pendages (inclinaison). Les sables blancs sont recouverts par des forêts sèches, tandis que les sables rouges, riches en fer, sont associés aux savanes.

### Lavaka
Les lavakas sont des structures géologiques typiques de Madagascar, ils résultent de l'érosion des reliefs de cuestas. Les plus spectaculaires de ces formations sont situées à Ankarafantsika, et le plus remarquable est le site d'Ankarokaroka.

## Archéologie
Des restes de poterie indiquent que le site d'Ankarokaroka était occupé par l'Homme il y a environ 600 ans, aux alentours de 1289 à 1421. D'autres vestiges, indiquent une occupation humaine intensive dans la région dès les XIIIe siècle-XIVe siècle.

## Aménagement et gestion
Le parc national d'Ankarafantsika est sous la gestion de « Madagascar National Parks », depuis 2000, cette association de droit malgache est chargé de la gestion de la majorité des parcs nationaux bien que la gestion des aires protégées de Madagascar soit de plus en plus confiée à d'autres associations et ONG internationales depuis 2013. Postérieurement le parc était géré par le « service des eaux et forêts de Mahajanga ».
Le financement est assuré, depuis 1996, par la banque de développement allemande KFW.
Il existe au sein du parc des « zones d'utilisation contrôlées », sur tout le secteur ouest du parc ainsi qu'en bordure est. Des « zones de services » sont destinées aux infrastructures touristiques et de recherche.
Deux organes ont été mis en place pour permettre la « cogestion » de l'aire protégée :
- le COSAP, « Comité d'orientation et de soutien de l'aire protégée », composé de 10 représentants des CLP et de cinq autres participants. Il définit la stratégie de cogestion et planifie techniquement les actions. Il apporte son appui en matière de communication-éducation-information. Ces propositions doivent toutefois êtres validées par le gestionnaire ;
- les CLP, « Comités locaux du parc », des structures communautaires ayant pour rôle de mettre en pratiques les activités de co-gestion avec les villageois et de servir de relais entre ceux-ci et MNP.

La stratégie d'intégration des populations riveraines dans la gestion de l'aire protégée est jugée « très efficace » dans le plan de gestion de 2014.

## Population et activités humaines
En 2014, 166 villages ont été répertoriés dans la zone tampon de 10 km autour du parc, dont 61 gros villages « fonkani », répartis en 13 communes. En 2010 la population avoisinait les 70 000 personnes. De nombreuses ethnies sont présentes, la principale les Sakalava compte pour environ 34,5 % de la population, viennent ensuite les Betsileo pour 16 % et les Betsimisaraka pour près de 11 %. La population est très jeune, 44 % de la population avait 16 ans ou moins en 2018. La population dans son ensemble souffre problèmes d'accès à une nourriture suffisante et la moitié des enfants est sous-alimenté.
L'agriculture est clairement la principale activité des populations riveraines du parc : riziculture, irriguée majoritairement ; cultures sèches et élevage de bovins (16 000 têtes). 
Une large majorité de la population chasse ou récolte illégalement des plantes sauvages dans le parc pour subvenir à des besoins alimentaires de base.
La population est en augmentation constante, notamment en raison des flux de migration en provenance du sud du pays, où sévissent pauvreté et malnutrition.

## Galerie

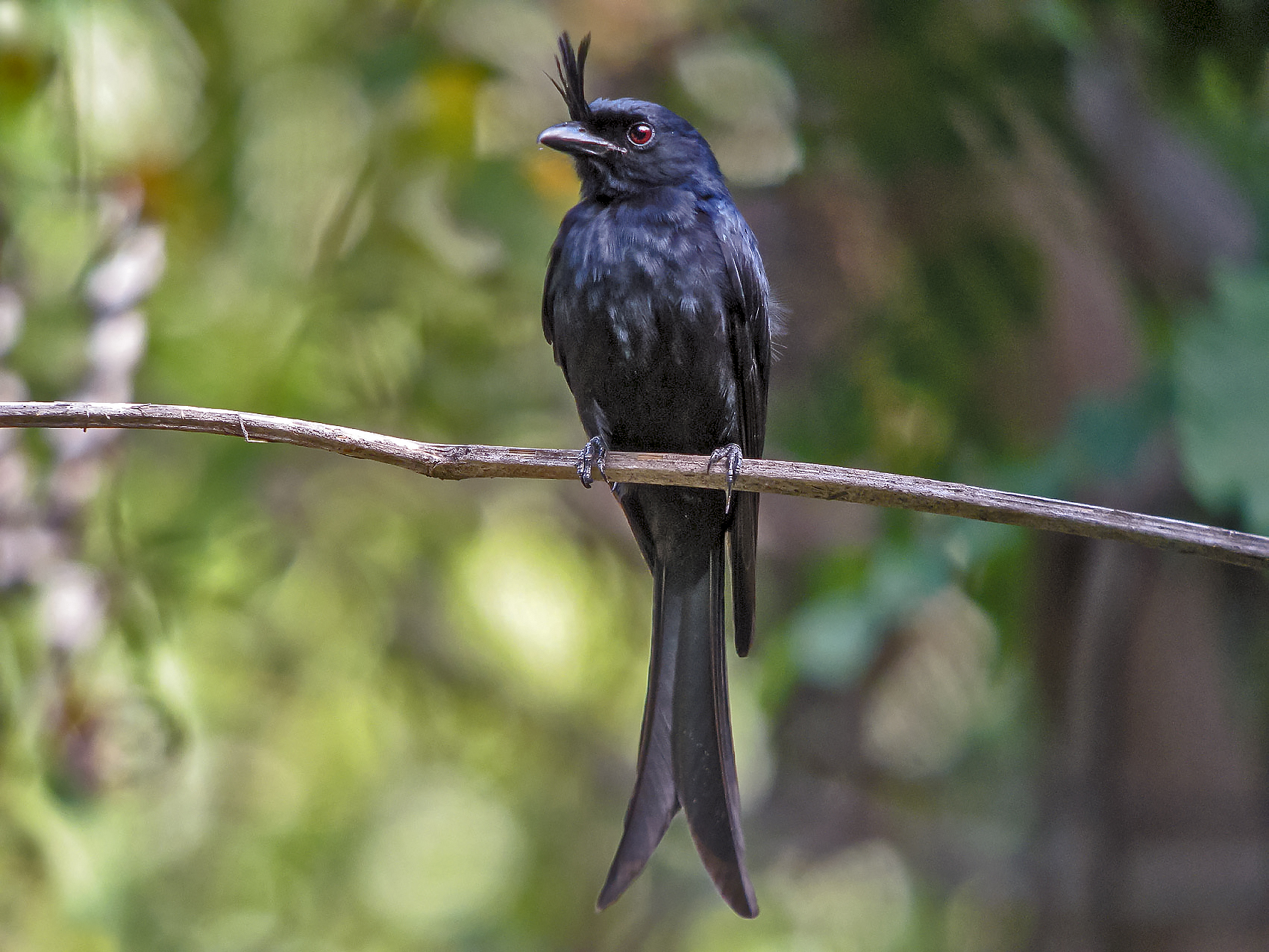
Drongo malgache.
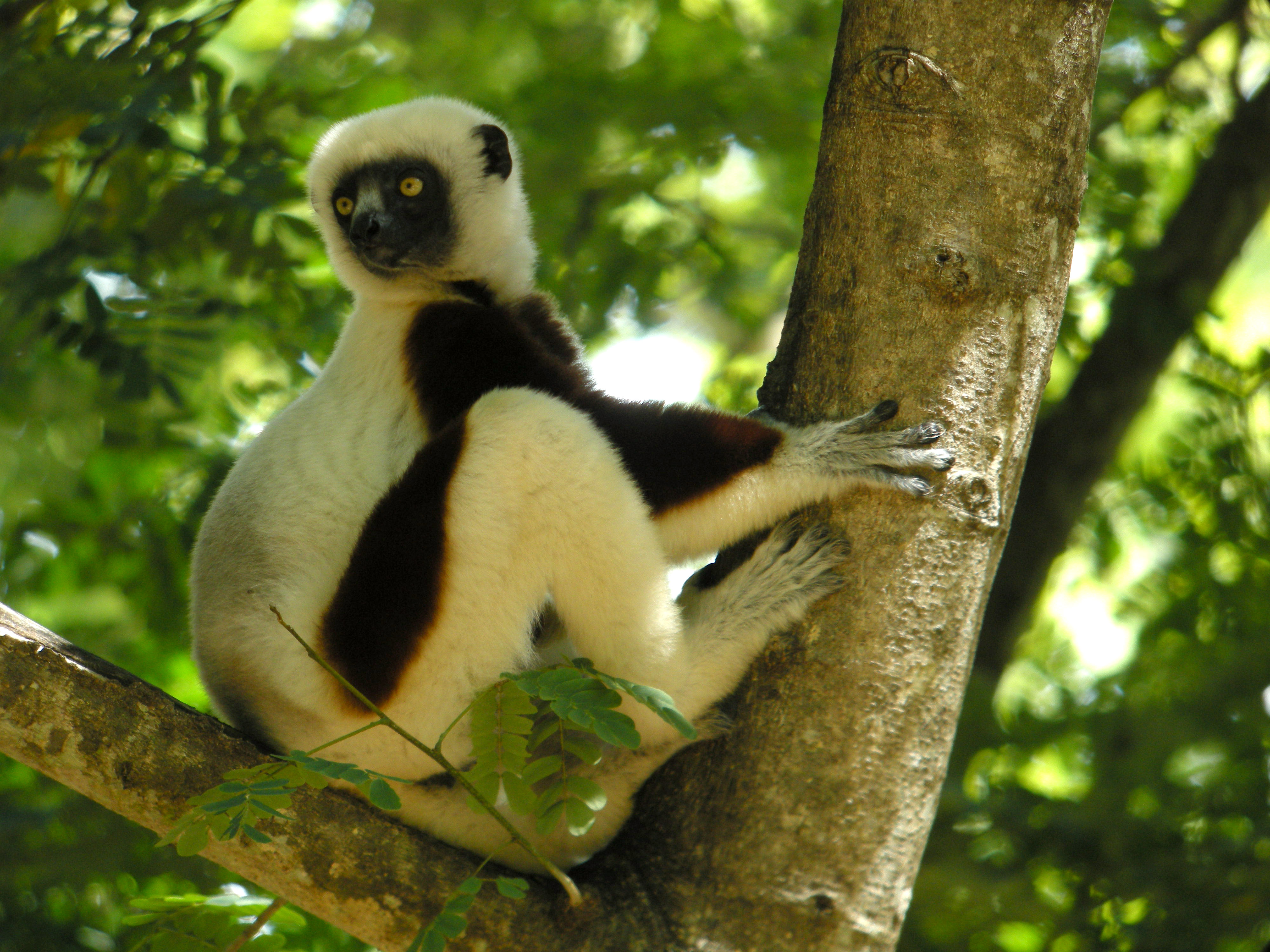
Propithèque de Coquerel.
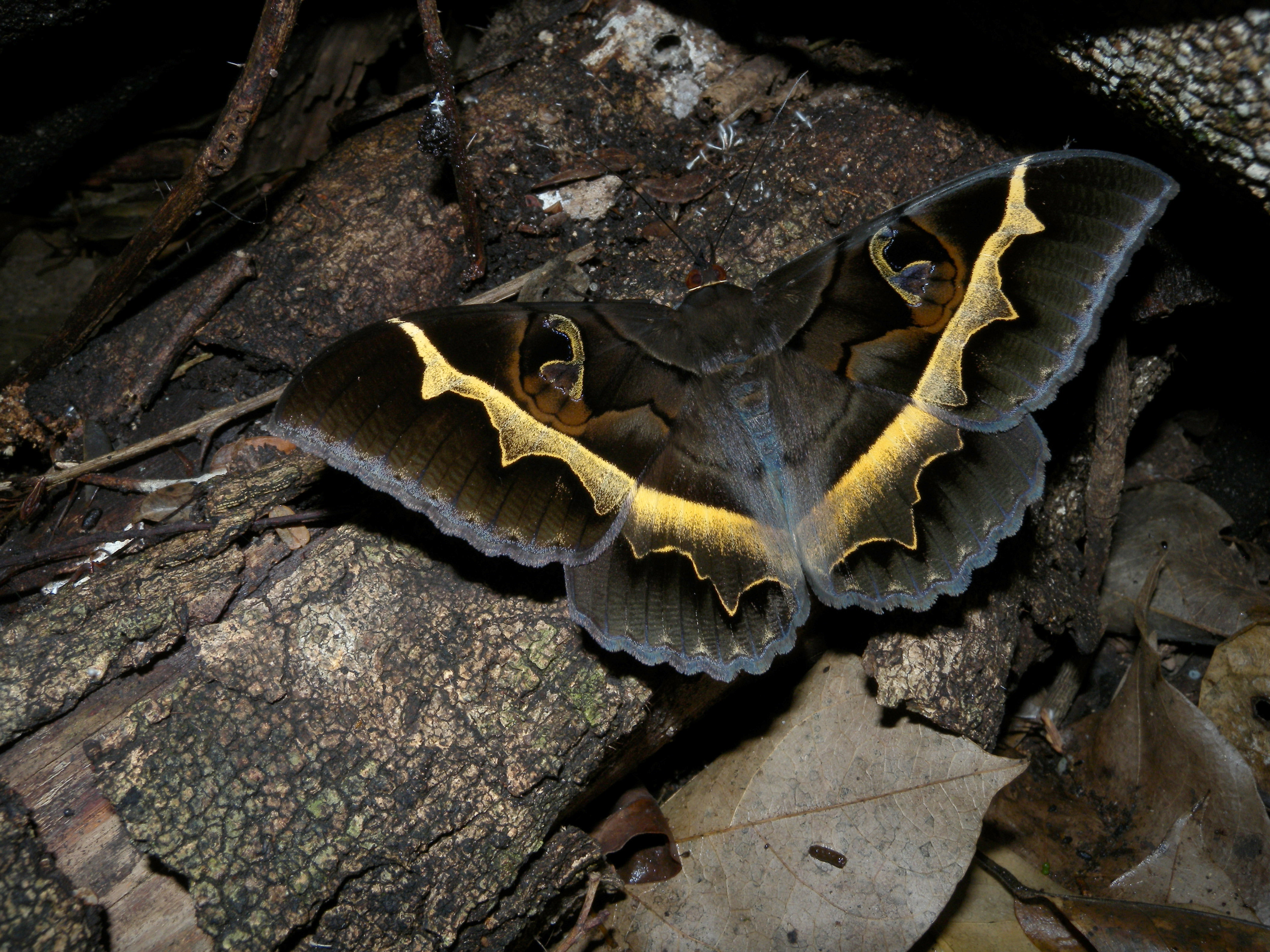
Cyligramma disturbans.
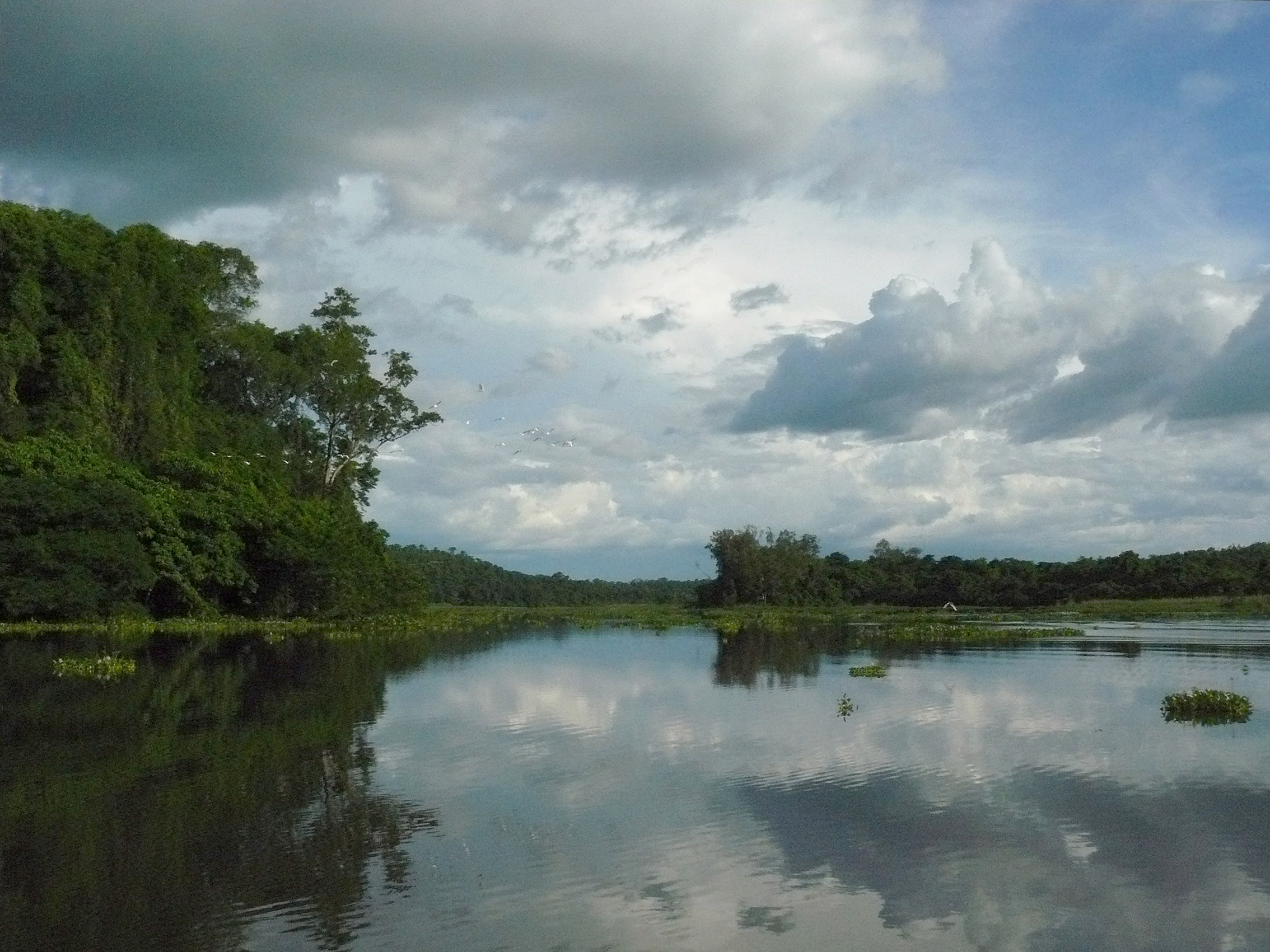
Lac Ravelobe.